# Lidija Tavčar
Lidija Tavčar, slovenska umetnostna zgodovinarka, muzealka, * 11. januar 1953, Celje.
Leta 1985 je diplomirala, 2002 pa doktorirala iz sociologije na FF.
Tavčarjeva je od leta 1985 kustosinja pedagoginja, od leta 1996 pa je vodja pedagoškega oddelka Narodne galerije. Leta 2005 je za delo na področju muzejske pedagogike prejela Valvasorjevo nagrado.